# 坎迪奥洛
坎迪奥洛（義大利語：Candiolo），是意大利北部皮埃蒙特大区都靈廣域市的一个市镇。总面积11.9平方公里，总人口5591，人口密度469.8人/平方公里（2010年12月31日）。

## 友好城市
- 聖克魯斯縣 2005年
- 法國普伊苏沙尔略 2007年